# Римська Греція
38°30′ пн. ш. 23°00′ сх. д. / 38.5° пн. ш. 23° сх. д.
Римська Греція — період в історії Греції, що розпочався після поразки греків 146 до н. е. у битві при Коринфі та закінчився 330 року перейменуванням міста Віза́нтія на Новий Рим, пізніше Константинополь, римським імператором Костянтином Великим та переносом до нього столиці Римської імперії.
Рим, як і Македонія, не дав Греції ні добробуту, ні навіть тривалого миру. Римським завоюванням почалася для Греції довга низка лих, що закінчилася страшними спустошеннями варварами у 4 столітті н. е. і припиненням античного життя. Оподаткування даниною багатьох громад, і без того збіднілих від війн та внутрішніх негараздів, стягнення штрафів, вторгнення римських чиновників у внутрішнє життя Греції розорювали нещасний народ.[джерело?]

## Початковий період
Не минуло 60 років після розгрому Коринфа, як значна частина Греції, цього разу очолювана Афінами, з'єдналася з понтійським царем Мітрідатом проти Риму. Беотія, Спарта, Ахайя приєдналися до афінян. Прибуття Сулли змусило царських полководців зосередити свої сили в Афінах і Піреї. Після тривалої облоги місто було взято, розорене і пограбоване римськими солдатами. З Мітрідатом Сулла уклав мир, а Греція вийшла з війни ще більше спустошеною і покірною: деякі міста були зруйновані вщент, інші пограбовані, храми і скарбниці розкрадені. Згодом Греція не раз служила театром жорстоких битв і розплачувалася за свою участь в подіях новим і новим руйнуванням.
У 48 до н. е. Беотія, Фессалія, Афіни, Спарта, Ахайя, Крит об'єдналися з Помпеєм проти Юлія Цезаря. У 31 до н. е. Греція об'єднується з Антонієм Марком проти Октавія і знову нещасливо. В якому жалюгідному стані перебувала Греція в цей час, як скоротилося її населення і зменшилося число міст, як збідніли і спорожніли цілі області, можна бачити зі свідчень сучасника Страбона (X книга його «Географії»). Поділ провінцій з часу Августа на сенатські та імператорські, призначення певної платні проконсула і пропреторами, віддалення фінансової частини від адміністративної, контроль над провінційним управлінням, — все це, з встановленням імперії, полегшило становище, обмежуючи розміри чиновницького грабунку. Крім того, впродовж перших трьох століть імперії, Греція користувалася майже безперервним миром.
Деякі римські імператори виявляли дбайливість щодо Греції і наділяли її особливими милостями. Юлій Цезар відновив Коринф, Октавіан Август заснував Патри, Нікополь. Тиберій перевів Македонію і Ахайю з метою економічної їх підтримки із сенатських провінцій в імператорські. Нерон проголосив на Істмійських святах незалежність Греції, що дорівнювало звільненню її від данини. Імператори з дому Флавіїв і Антонінів неодноразово відвідували славні міста Греції і прихильно ставилися до Афін. Особливою щедрістю відрізнявся Адріан, у добу його правління в Афінах розпочалась масова забудова міста, в цей час був завершений грандіозний Храм Зевса Олімпійського, а на честь прибуття імператора в місто зведено Арку Адріана. Друге століття нашої ери було золотою добою для Афін і афінських шкіл. Завдяки великій кількості художніх творів, зовнішнім зручностям життя, товариськості місцевого населення і найбільше знаменитим школам, Афіни представлялися для кожного, хто шукав освіти, обітованої землею. Марк Аврелій надав вищій афінській школі правильну організацію і щедро винагороджував її викладачів.
В цілому у культурному відношенні Греція стояла набагато вище і тих варварів, які здійснювали в неї вторгнення з кінця III століття н. е., і маси римського суспільства. На ґрунті грецької науки в освіти зблизилися між собою численні народності світу незалежно від мови і віросповідання. Світська язичницька мудрість греків багато послужила до утвердження християнської релігії. Так, софіст Проєресій був християнином; філософ Арістід підніс імператорові Адріану апологію християнського вчення. Філософ Афенагор, що навчав спочатку в Афінах, а потім прийшов до Александрії, теж писав на захист християнства і написав міркування про Воскресіння. Трохи пізніше знамениті вчителі християнства, Климент Олександрійський, Василь Кесарійський, Григорій Назіанзин, почитали найближчим знайомство з еллінської наукою необхідною умовою морального вдосконалення віруючих: за словами Климента, людина без такої освіти є схожою на нерозумну тварину. Вперше віра Христова з'явилась в Афінах із апостолом Павлом у 52 році. Незабаром як тут, так і в Коринфі, Спарті, Патрах виникли невеликі християнські громади. Взагалі в середовищі греків не було настільки наполегливого опору новій релігії, як у багатьох інших частинах імперії.

## Пізньоримська доба
Греки, що вже встигли відвикнути від військової справи, позбавлені своїх фортець і акрополів, з великими труднощами і втратами відбивали напади варварів у другій половині III століття. Трохи виграла Греція від реформ Діоклетіана і Костянтина Великого, так само як і від заснування нової столиці імперії, Константинополя, або Нового Риму у 330 році.
Кінець 4 століття, коли після смерті Феодосія Великого було остаточно встановлено поділ імперії на Східну і Західну, затьмарив спустошливим вторгненням полчищ Аларіха, короля вестготів. Він пройшов Македонію і Мессенію і, спустошивши Іллірію, попрямував Адріатичним узбережжям до Нікополя, а звідти вторгся у Фессалію. Коли наздогнавший його тут Стіліхон був відкликаний Аркадієм до Італії, Аларіх пробився безперешкодно через Фермопіли і розорив Аргос, Спарту та інші регіони Пелопоннесу. Врятував Грецію від остаточної загибелі той же Стіліхон в 396 році.
Багато було потрібно часу для того, щоб оговтатися від цих лих. Наступні імператори всіляко протидіяли відродженню античної освіченості в Греції. Рішучі дії в тому ж напрямку зробили реформи Юстиніана (527–565 н. е.), які переслідували виключно вигоди і непосильними поборами зводили вільне населення Греції до положення рабів. Імператор відібрав в казну ті капітали, якими могли управляти вільні грецькі міста і які йшли на благоустрій міст. Здавалося, сама тінь муніципальної самостійності грецьких міст була знищена, тому що не було більше коштів для підтримки місцевих установ та їх діяльності. Однак муніципалітети не були скасовані, а церква і духовенство намагалися полегшити тяжке становище народу, плекати в ньому надію на кращі часи і підтримувати прихильність його до вічних общинних порядків. Відомий кінець античної освіченості настав при цьому ж імператорі, коли він закрив в Афінах школи риторики і філософії, конфіскував міські капітали, що вживалися на утримання шкіл, і змусив вчителів академій, ліцеїв та схол шукати собі слухачів за межами Римської імперії. Проте ніякий гніт і ніякі гоніння не в силах були знищити споконвічні основи цивільного життя в Греції і плоди давньогрецької освіченості. Особливо на цих останніх чекала ще велика цивілізуюча місія у новій Європі.